# European Coatings Show
Die European Coatings Show (kurz: ECS) ist die weltweit größte Fachmesse für die Lackbranche. Sie findet jedes zweite Jahr in Nürnberg statt und dauert drei Tage. Veranstalter ist die Vincentz Network GmbH & Co. KG, durchführende Messegesellschaft die NürnbergMesse. Parallel zur Messe findet die zweitägige Fachtagung European Coatings Show Conference statt. Letzter Termin der European Coatings Show war 25.–27. März 2025.

## Geschichte
Die erste European Coatings Show fand im Jahr 1991 unter dem Namen Farbe + Lack ’91 - The European Coatings Show statt. Bei der Premiere wurden 4.151 Besucher an den drei Messetagen gezählt. Schon zu diesem Zeitpunkt kamen 26 % der Besucher aus dem Ausland. Auf Ausstellerseite wurden damals 266 Unternehmen aus 14 Ländern verzeichnet, die eine Ausstellungsfläche von 10.400 m² (brutto) bzw. 5.300 m² (netto) in zwei Hallen belegten. Bereits im ersten Jahr fand der parallel zur Messe stattfindende Fachkongress European Coatings Show Conference statt, damals noch unter dem Namen European Coatings Congress.

## Aussteller
Der Großteil der Aussteller wird von den Lieferanten der Lackbranche und den verwandten Branchen gestellt. Dazu gehören die Hersteller der typischen Lackrohstoffe wie Bindemitteln, Pigmenten, Lösemitteln und Additiven, sowie die Hersteller von Labor- und Produktionstechnik wie Extrudern, Dissolvern oder Perlmühlen und lacktypischen Prüfgeräten. Außerdem vertreten sind die Fachverbände und lackspezifisch ausbildende Hochschulen und Fachschulen.
Die Messe 2017 versammelte 1.135 Aussteller (2015: 1.024) auf einer Netto-Ausstellungsfläche von rund 37.000 m². Der Anteil internationaler Aussteller lag bei zwei Dritteln. Nach Deutschland präsentierte sich China mit den meisten Ausstellern, gefolgt von Italien, den Niederlanden und Großbritannien.

## Besucher
Im Jahr 2017 kamen 30.198 Fachbesucher zur Messe (2015: 28.481). Der Anteil internationaler Fachbesucher lag bei 64 %. Die Besucher sind insbesondere Formulierer von Lacken und Farben, Lieferant von Rohstoffen, Formulierer von Kleb- und Dichtstoffen, industrielle Verarbeiter und Vertreter aus Wissenschaft und Forschung.

## European Coatings Show Conference
Die European Coatings Show Conference (bis 2015: European Coatings Congress) findet parallel zur Messe statt und stellt den Austausch von Wissen zwischen Unternehmen und Wissenschaft in den Vordergrund. Die Besucher tauschen sich im Rahmen von Vorträgen und Postersessions aus. Die Ausgabe 2017 versammelte 840 Teilnehmer aus rund 50 Ländern. Für den besten Beitrag auf der Konferenz stiftet die Fachzeitschrift European Coatings Journal den mit 2.000 € und einer Skulptur dotierten European Coatings Show Award.

## Weitere Coatings-Messen
Neben der European Coatings Show sind NürnbergMesse und Vincentz Network auch an der American Coatings Show (ACS) in Indianapolis und der PAINTINDIA in Mumbai beteiligt. Die ACS findet seit 2008 alle zwei Jahre statt. Im Jahr 2016 nahmen 552 Aussteller und rund 9.500 Besucher an der Veranstaltung teil.
Es existieren weitere Fachmessen zum Thema Coatings: Die Latin American Coatings Show (LACS) findet jedes zweite Jahr in Mexiko-Stadt statt. Die Middle East Coatings Show (MECS) findet jährlich statt, jedoch abwechselnd in Kairo, Ägypten und Dubai in den Vereinigten Arabischen Emiraten. Die Asia Pacific Coatings Show (APCS) findet seit 1990 in Singapur statt.